# آنتیوک (ایلینوی)
آنتیوک (به انگلیسی: Antioch) یک منطقهٔ مسکونی در ایالات متحده آمریکا است که در ایلینوی قرار دارد. آنتیوک ۲۱٫۸۷ کیلومتر مربع مساحت و ۱۴٬۴۳۰ نفر جمعیت دارد.